# I5M顕微鏡
I5M顕微鏡（I5Mけんびきょう、incoherent illumination image interference imaging (I5M) microscope）は蛍光顕微鏡の一種。

## 概要
これまで光学顕微鏡の回折限界を超えるために様々な努力がなされてきた。I5M顕微鏡もその様々な試みの一つで試料は対向する対物レンズからレーザーのような位相の揃った光源ではなくアークランプのような位相の揃わない光源でケーラー照明される。対物レンズは高開口(NA = 1.2)の液浸レンズが使用され、対向する対物レンズから入射した画像を重ねることにより干渉像を得る。2つの対物レンズの光路は同じになるように調整される。I5M顕微鏡ではXY走査が不要ではあるものの、アーティファクトを完全に除去できない。

## 特徴
- 他の超解像顕微鏡よりも撮像時間が短い
- 従来の光学顕微鏡では不可能だった回折限界以下の100nm以下の分解能を得られる
- 複雑な走査機構を必要としない
- アーティファクトを完全には除去できない